# ナチュラピュリファイ研究所
株式会社ナチュラピュリファイ研究所（なちゅらぴゅりふぁいけんきゅうじょ）は、「TV&MOVIE」のブランドで化粧品及び化粧品雑貨の研究、製造、販売及び輸入主な事業とする日本の企業である。本社を東京都品川区におく。

## 沿革
- 2015年（平成27年）4月27日 - 創立
- 2016年（平成28年）4月 - 自然派化粧品ブランド「10min」を立ち上げ。

## 主なブランド
- 10min（テンミニッツ）

## CMイメージキャラクター
- 中谷美紀（2016年-）